# Вересневе (Луцьк)
Вересне́ве — місцевість у Луцьку.
Розташоване на півдні міста, трохи відірвано від основної частини. Межує з селом Полонка.

## Історія
Виникло 1955 року як робітниче селище при Гнідавському цукровому заводі. 1977 року чисельність населення Вересневого становила 4 тисячі жителів. 1981 року стало частиною Луцька.
У 1955 році неподалік від залізничної станції Гнідава почали будувати завод, поруч біля якого розмістили будинок для проживання самих робітників та їх сімей. Населення житлових будинків зросло до 2000 осіб. Пізніше Вересневе отримало статус селища міського типу і було приєднано до Луцького району. Надалі там з'являлися школи, дитячі садки, магазини, будинок культури, відділення зв'язку та розвивалася інфраструктура. Але, при населенні в 4000 осіб, з початку 1980-х років селище втратило свій статус і було приєднане до Луцька.

## Інфраструктура
- школа
- дитячий дошкільний заклад
- денний стаціонар міської поліклініки[4]
- аптека
- продовольчі та непродовольчі магазини
- перукарні
- відділення зв'язку
- будинок культури.

З Луцьком сполучене тролейбусним маршрутом № 4 та № 4А та автобусними маршрутами 9, 24, 32.